# Laboissière-en-Thelle
Laboissière-en-Thelle es una comuna francesa situada en el departamento de Oise, en la región de Alta Francia.

## Demografía
| 552 | 588 | 627 | 730 | 1103 | 1257 | 1335 |
| Para los censos de 1962 a 1999 la población legal corresponde a la población sin duplicidades (Fuente: INSEE [Consultar]) |     |     |     |      |      |      |